# Арнар Гюннлейгссон
Арнар Гюннлейгссон (ісл. Arnar Gunnlaugsson, нар. 6 березня 1973, Акранес) — ісландський футболіст, що грав на позиції нападника. По завершенні ігрової кар'єри — тренер. З 2025 року очолює тренерський штаб команди Ісландія. Виступавза низку ісландських і закордонних клубів, а також національну збірну Ісландії. Як футболіст — чотириразовий чемпіон Ісландії та чемпіон Нідерландів. Як тренер — дворазовий чемпіон Ісландії, дворазовий володар Кубка Ісландії та дворазовий володар Суперкубка Ісландії.

## Клубна кар'єра
Арнар Гюннлейгссон народився 1973 року в місті Акранес, та є вихованцем футбольної школи місцевого клубу «Акранес». У 1989 році Арнар розпочав грати в основній команді клубу, в якій виступав до 1992 року, взявши участь у 38 матчах чемпіонату. У 1992 році футболіст виборов титул чемпіона Ісландії.
У 1992 році Арнар Гюннлейгссон перейшов до нідерландського клубу «Феєнорд», у складі якого грав до 1994 року, та в сезоні 1992—1993 років став у складі команди чемпіоном Нідерландів. У 1994—1995 роках ісландський нападник грав у складі німецького клубу «Нюрнберг», а в 1995 році повернувся до клубу «Акранес», у складі якого в цьому ж році вдруге став чемпіоном Ісландії, забивши в 7 проведених матчах за клуб 15 голів.
З 1995 до 1997 року Арнар грав у складі французького клубу «Сошо», після чого знову повернувся до клубу «Акранес». У 1997—1999 роках ісландський футболіст грав у складі англійського клубу «Болтон Вондерерз». У 1999 році нападник перейшов до іншого англійського клубу «Лестер Сіті», з якого двічі, в 2000 і 2002 роках, віддавався в оренду до англійського клубу «Сток Сіті».
У 2002 році Арнар Гюннлейгссон став гравцем шотландського клубу «Данді Юнайтед», а в 2003 році перейшов до ісландського клубу «КР Рейк'явік», у складі якого в цьому ж році втретє став чемпіоном Ісландії. У 2006—2007 році Арнар знову грав за клуб «Акранес», де разом із своїм братом-близнюком став граючим головним тренером клубу. У 2007 році футболіст перейшов до клубу «Гапнарфйордур», з яким у 2008 році вчетверте став чемпіоном Ісландії. У 2008 році нападник повернувся до клубу «Акранес», а в кінці 2009 року грав у складі клубу «Валюр»
У 2010 році Арнар Гюннлейгссон був граючим тренером клубу «Гейкар». Завершив ігрову кар'єру футболіст у команді «Фрам», за яку виступав протягом 2011 року.

## Виступи за збірні
У 1988 році Арнар Гюннлейгссон дебютував у складі юнацької збірної Ісландії (U-17), загалом на юнацькому рівні взяв участь у 20 іграх, відзначившись 10 забитими голами.
У 1992 року Гюннлейгссон грав у складі молодіжної збірної Ісландії. На молодіжному рівні зіграв у 6 офіційних матчах, забив 2 голи.
У 1993 році Арнар Гюннлейгссон дебютував у складі національної збірної Ісландії. У складі національної збірної футболіст грав до 2003 року, провів у її складі 32 матчі, забивши 3 голи.

## Кар'єра тренера
Арнар Гюннлейгссон розпочав тренерську кар'єру, ще продовжуючи грати на полі, 2006 року, увійшовши до тренерського штабу клубу «Акранес», де був виконуючим обов'язки головного тренера разом із своїм братом-близнюком у 2006 році. У 2008 році нападник разом із братом знову очолювали тренерський штаб клубу «Акранес».
У 2010 році Гюннлейгссон був граючим тренером клубу «Гейкар». Після кількарічної перерви у тренерській діяльності колишній футболіст у 2016 році увійшов до тренерського штабу клубу «КР Рейк'явік», у якому працював до 2017 року, а в 2016 році був також тимчасово виконуючим обов'язки головного тренера клубу.
У 2018 році Арнар Гюннлейгссон увійшов до тренерського штабу клубу «Вікінгур», а наступного року очолив рейк'явікський клуб. На чолі «Вікінгура» до кінця 2024 року тренер здобув 2 титули чемпіона Ісландії, 2 титули володаря Кубка Ісландії, та 2 титули володаря Суперкубка Ісландії. З 2025 року Арнар Гюннлейгссон став головним тренером національної збірної Ісландії.

## Титули і досягнення

### Як гравця
- Чемпіон Ісландії (4):

«Акранес»: 1992, 1995
«КР Рейк'явік»: 2003
«Гапнарфйордур»: 2008
- Чемпіон Нідерландів (1):

«Феєнорд»: 1992–1993

### Як тренера
- Чемпіон Ісландії (2):

«Вікінгур»: 2021, 2023
- Володар Кубка Ісландії (2):

«Вікінгур»: 2022, 2023
- Володар Суперкубка Ісландії (2):

«Вікінгур»: 2022, 2024